# Viridivia suberosa
Viridivia suberosa är en passionsblomsväxtart som beskrevs av James Hatton Hemsley och Verdc.. Viridivia suberosa ingår i släktet Viridivia och familjen passionsblomsväxter. Inga underarter finns listade i Catalogue of Life.